# Avebury
Avebury is een civil parish in de unitary authority Wiltshire, in het Engelse graafschap Wiltshire. De civil parish telt 615 inwoners.
Avebury is vooral bekend door de reusachtige cirkel van megalieten, die deel zijn van de werelderfgoedinschrijving 'Stonehenge, Avebury en bijbehorende plaatsen'.

## Aangrenzende plaatsen
| Aangrenzende plaatsen | Aangrenzende plaatsen | Aangrenzende plaatsen | Aangrenzende plaatsen | Aangrenzende plaatsen |
| --------------------- | --------------------- | --------------------- | --------------------- | --------------------- |
|                       |                       | Winterbourne Monkton  |                       |                       |
|                       |                       |                       |                       |                       |
| Cherrhill, Derry Hill | West Overton          |                       |                       |                       |
|                       |                       |                       |                       |                       |
| Bishops Cannings      |                       | All Cannings          |                       | East Kennett          |

## Verkeer en vervoer

### Wegen
De volgende wegen lopen door en kruisen elkaar in Avebury:
- A4
- A361
- A4361

## De steencirkel

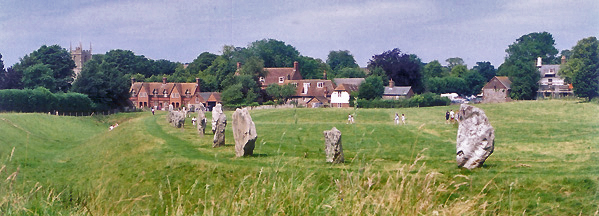
De steencirkel van Avebury

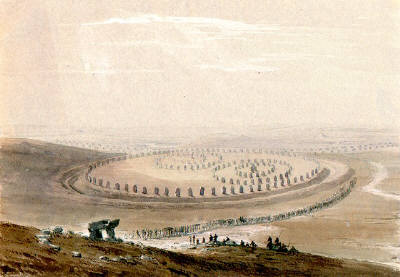
De steencirkel van Avebury

De cirkel is met 335 meter in middellijn de grootste in zijn soort. Het dorpje Avebury overlapt een gedeelte van de cirkel waar eens stenen stonden. Men schat de cirkel van Avebury ouder in dan Stonehenge.
Oorspronkelijk bestond de cirkel uit ongeveer 600 megalieten, maar deze zijn inmiddels verminderd tot 98. De resterende stenen variëren in grootte van 2,1 tot 5,5 meter.
De verdwenen stenen zijn tot ongeveer de 18e eeuw onder andere als spolia voor het bouwen van huizen gebruikt. Buiten de cirkel is een aarden wal opgehoogd. Waarvoor die bedoeld was, is niet bekend.

## Neolithische monumenten
De Sanctuary, Windmill Hill, Silbury Hill en de West Kennet Long Barrow behoren ook tot het Werelderfgoed Stonehenge, Avebury en bijbehorende plaatsen. De Silbury Hill is een 40 meter hoge door mensen gemaakte heuvel. Hij werd 4600 tot 4700 jaar geleden gemaakt, en is de grootste prehistorische kunstmatige heuvel in Europa.
Het doel van de heuvel is echter niet bekend. Mogelijk is zij een heiligdom of had het een astronomische functie.

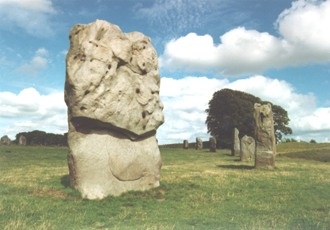
Avebury Henge
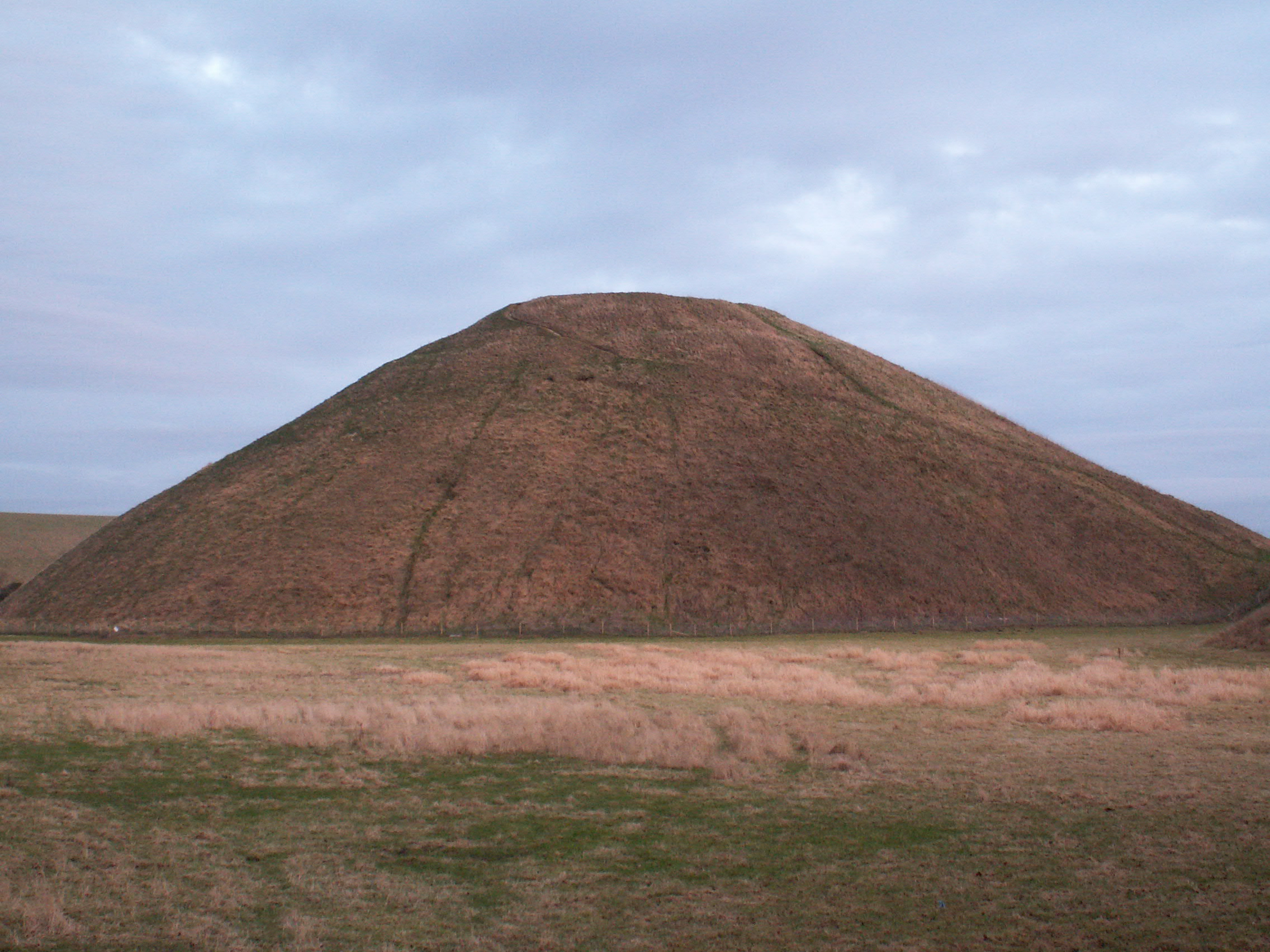
Silbury Hill
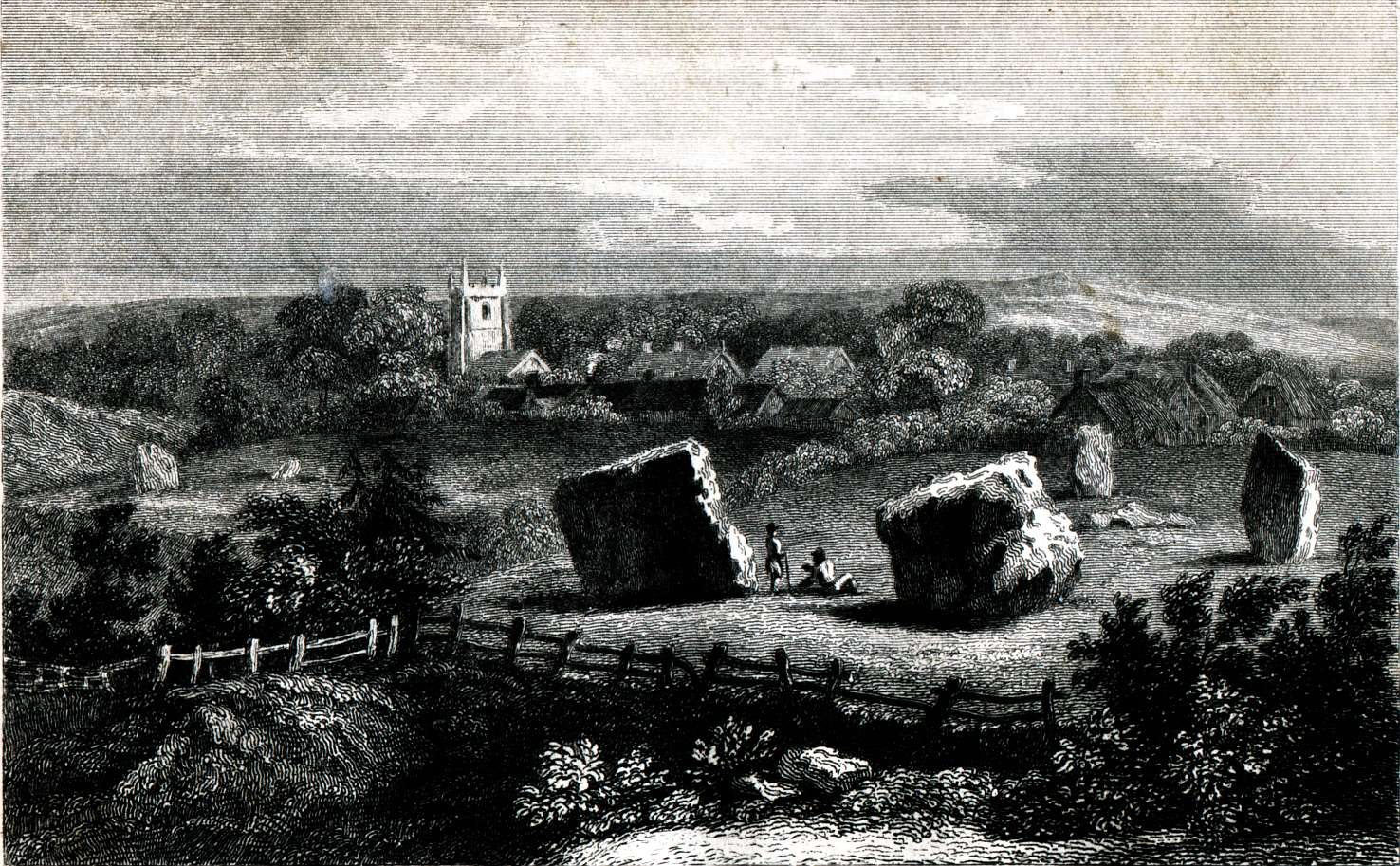
Avebury, 1845